# قسم ده فيش الريفي
قسم ده فيش الريفي (بالفارسية: دهستان ده فيش) (بالفارسية: دهستان ده فیش) منطقة ريفية في ناحية بنارويه، مقاطعة لارستان، محافظة فارس، إيران. في إحصاء عام 2006 ميلادية، بلغ عدد سكانه 3,966 نسمة، في 826 عائلة. يتكون قسم بنارويه الريفي من 6 قرى.